# Age of Aquarius
Age of Aquarius (с англ. — «Эра Водолея») — второй полноформатный альбом интернациональной англоязычной пауэр-метал-группы Revolution Renaissance, основанной в 2008 году финским гитаристом-виртуозом Тимо Толкки после его ухода из Stratovarius. Издан в 2009 году.

## Об альбоме
В отличие от предыдущего альбома, Age of Aquarius был записан постоянным составом группы. Все песни были написаны Тимо Толкки, ударником Бруно Агра и вокалистом Гусом Монсанто в соавторстве. Все вокальные партии исполнил Гус Монсанто.
Age of Aquarius попал на 33-ю строчку финского чарта.

## Список композиций
1. Age Of Aquarius — 04:38
2. Sins Of My Beloved — 05:28
3. Ixion’s Wheel — 04:25
4. Behind The Mask — 02:54
5. Ghost Of Fallen Grace — 04:45
6. The Heart Of All — 06:39
7. So She Wears Black — 07:11
8. Kyrie Eleison — 06:41
9. Into The Future — 05:00

## Участники записи
- Gus Monsanto — вокал
- Timo Tolkki — гитара
- Justin Biggs — бас-гитара
- Mike Khalilov — клавишные
- Bruno Agra — ударные